# Pipistrel
Pipistrel (en esloveno: Pipistrel d.o.o Ajdovščina) es un fabricante aeronáutico esloveno, conocido por la construcción de planeadores y aeronaves ultraligeras de materiales compuestos y altas prestaciones.

## Historia

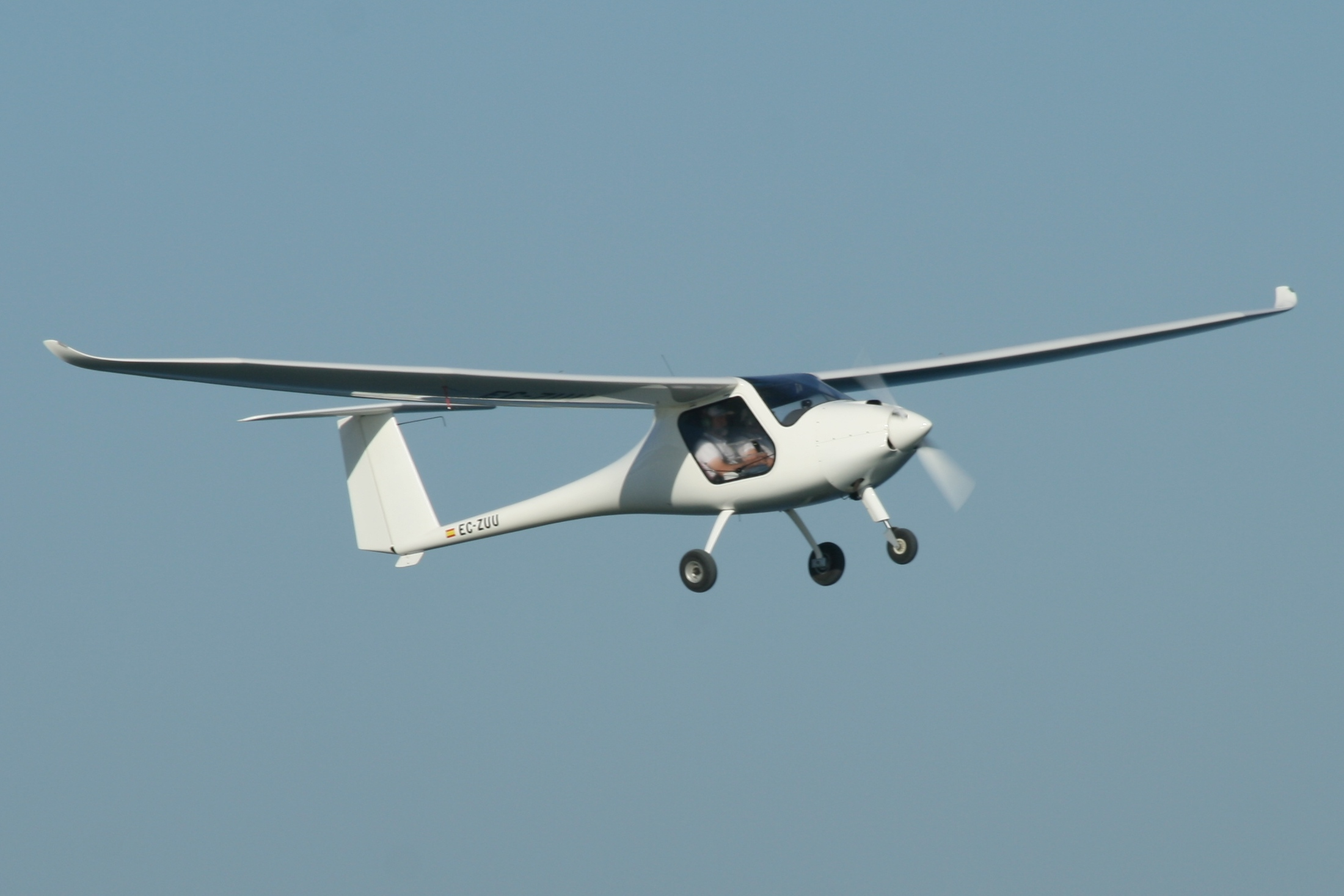
Pipistrel Sinus

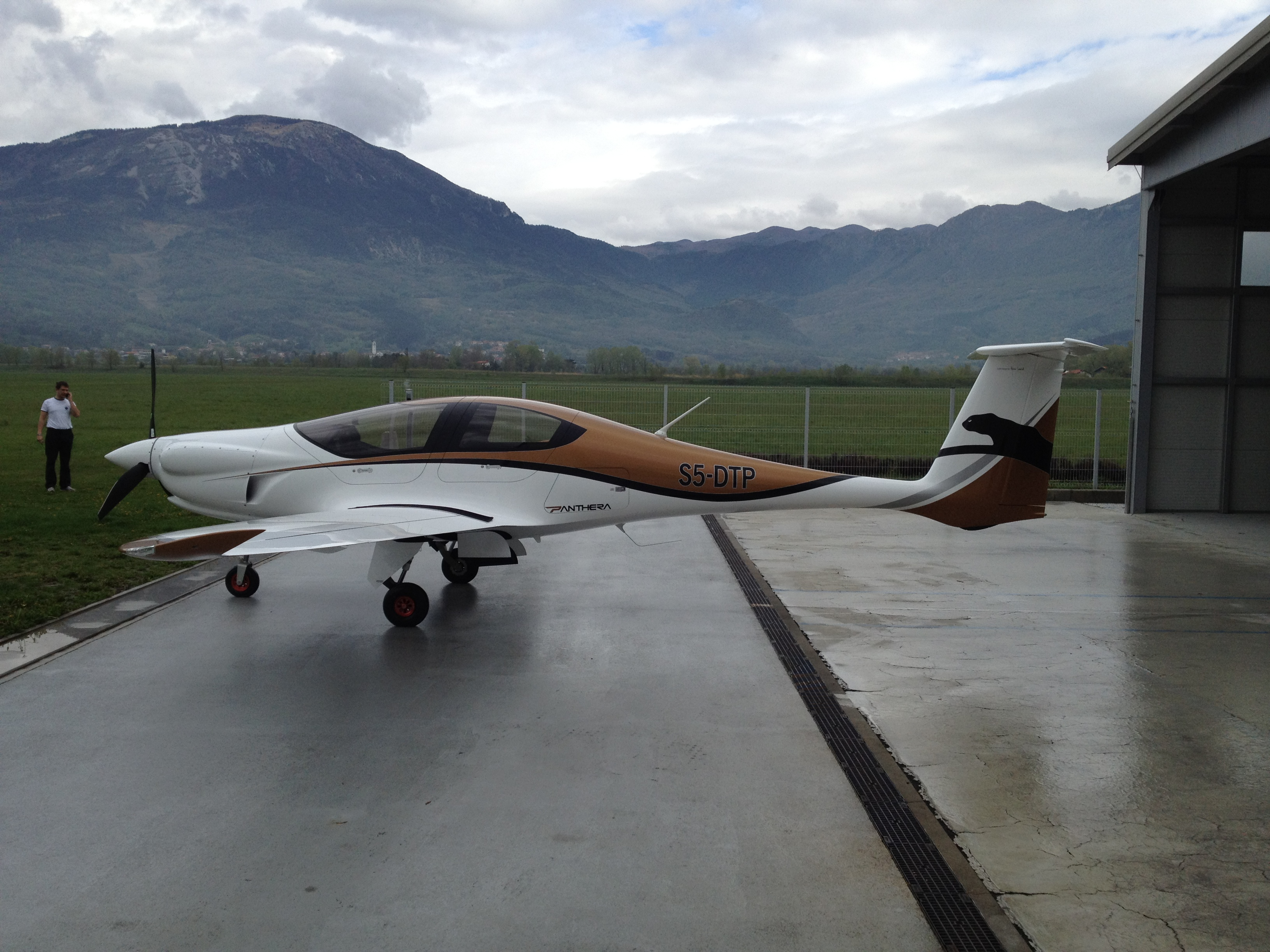
Pipistrel Panthera

La empresa fue fundada en 1987 por Ivo Boscarol, fabricante del primer avión privado de la antigua Yugoslavia. En aquel entonces, bajo el régimen totalitario yugoslavo, era casi inimaginable subirse en un avión particular para volar libremente por el país. Así que se empezó a hacerlo con ultraligeros.
El primer desarrollo de Pipistrel fue una serie de trikes o ultraligeros pendulares que lograron ser exportados a varios países de Europa y África, especialmente luego de la independencia de Eslovenia en 1991.
A fines de 1994 comenzó el desarrollo del modelo Sinus, un motoplaneador ultraligero de crucero fabricado en materiales compuestos, que fue presentado en la feria aeronáutica Aero Friedrichshafen en abril de 1995, cosechando considerable interés del público por su innovativo diseño y buenas prestaciones. El Sinus voló por primera vez en 1995 y logró rápidamente su éxito comercial, sirviendo además como base para sucesivos modelos de aviones de Pipistrel.
El primer desarrollo derivado del Sinus fue el Pipistrel Virus, que mantiene prácticamente el mismo fuselaje y empenaje, pero con un ala más corta para hacerlo un avión más veloz y ágil. El primer vuelo del Virus fue el 10 de agosto de 1999.
En el año 2000, Pipistrel decide iniciar la construcción de su nueva fábrica en el aeródromo de Ajdovščina, en el sudoeste de Eslovenia, colocándose la piedra fundamental en 2003 y finalizando su construcción un año más tarde.
En el año 2001 se inicia el desarrollo del motoplaneador ultraligero Taurus, de un diseño más convencional para un planeador, manteniendo las mismas alas de 15 metros heredadas del Sinus. El primer vuelo del Taurus fue en el 2004 y para el año 2011 ya se habían vendido 100 unidades. El Taurus sirvió a su vez como base para el primero de varios aviones eléctricos de Pipistrel, el Taurus Electro, que voló por primera vez en 2007, convirtiéndose en el primer avión biplaza a propulsión eléctrica, y en 2011 en el primer avión eléctrico biplaza de fabricación en serie.
En 2007 comienza el desarrollo del Virus SW (del inglés "Short Wing", ala corta), haciendo del Virus un avión aún más ágil y veloz que sus antecesores. A partir de su entrada en servicio en 2008, este modelo se convertiría en el líder de ventas de Pipistrel, y base para su primer avión con certificado de tipo otorgado por EASA, el Virus SW 121, en 2016.
En 2009 inicia el desarrollo del primer avión cuatriplaza de Pipistrel, el Panthera, que es presentado en AERO Friedrichshafen dos años más tarde. El primer vuelo del Panthera se lleva a cabo en 2013. Actualmente, el Panthera se encuentra en proceso de certificación según normas EASA CS-23, aunque ya se puede adquirir en su versión experimental. En un futuro, Pipistrel planea incluir la versión a propulsión híbrida-eléctrica, actualmente en desarrollo en el marco del proyecto MAHEPA, y una versión completamente eléctrica.
Debido a restricciones climáticas y falta de espacio en el aeródromo de Ajdovščina, en 2012 se inicia el diseño y construcción de la nueva planta de Pipistrel en el aeropuerto de Gorizia, Italia, a poca distancia de la frontera con Eslovenia. Allí se producen en la actualidad todos los modelos de aeronaves de Pipistrel.
En 2012 vuela por primera vez el Pipistrel Alpha Trainer, un avión basado en el Virus, pero de construcción y equipamiento más simple y ligero, y de operación más económica, orientado principalmente a instrucción de pilotos bajo las categorías UL y LSA. El Alpha Trainer serviría de base para el proyecto WATTsUP, financiado por la Comisión Europea para el desarrollo de un avión biplaza eléctrico. El resultado de este programa sería el Pipistrel Alpha Electro, que voló por primera vez en 2015, entrando en servicio como el primer avión eléctrico (no planeador) de producción en serie en 2018.

## Nombre
Por las luces encendidas en la parte delantera de la aeronave de Pipistrel, junto a la característica forma triangular del ala de los ultraligeros pendulares, la población local empezó a llamarlo murciélago. En latín murciélago se dice pipistrellus (cf. italiano 'pipistrello').

## Producción de aeronaves

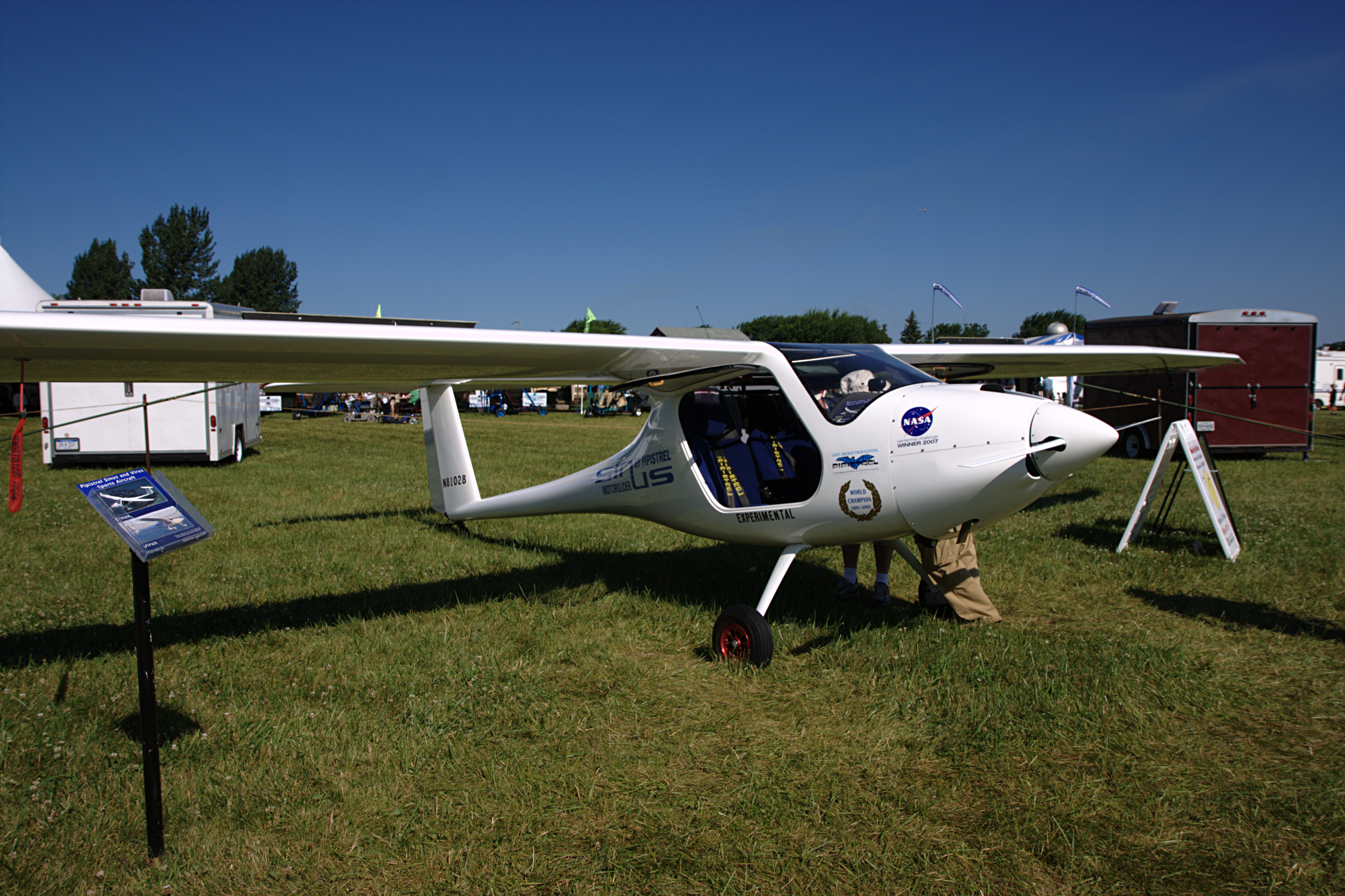
Pipistrel Sinus

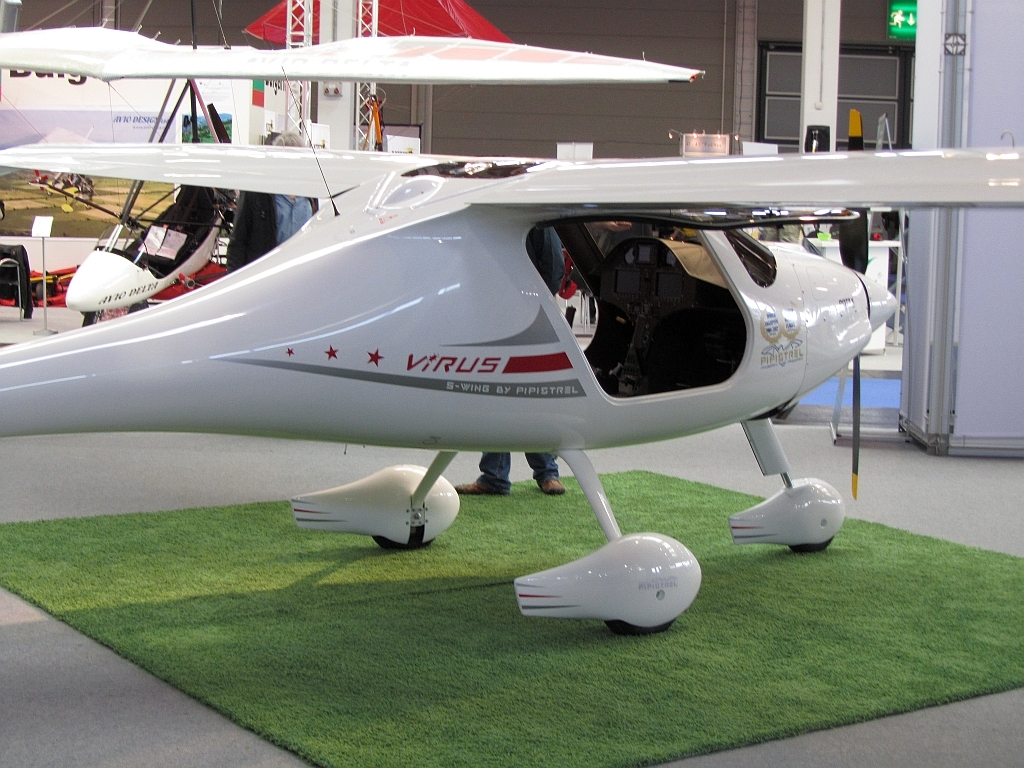
Pipistrel virus SW914 Turbo

#### Planeadores y aeronaves ligeras
- Pipistrel Alpha Trainer
- Pipistrel Apis
- Pipistrel Apis-Bee
- Pipistrel Panthera
- Pipistrel Sinus
- Pipistrel Taurus
- Pipistrel Virus
- Pipistrel Virus SW

#### Aeronaves eléctricas
- Pipistrel Alpha Electro
- Pipistrel Apis Electro
- Pipistrel Taurus Electro
- Pipistrel Taurus G4
- Pipistrel WATTsUP

#### Trikes y ultraligeros pendulares
- Pipistrel Basic
- Pipistrel Plus
- Pipistrel Spider
- Pipistrel Twister

## Éxitos y reconocimientos
Pipistrel ha obtenido diferentes premios:
- 2003: Ivo Boscarol obtuvo el premio al empresario del año y economista del año 2004.
- 2004: Diploma internacional de la Asociación Internacional Aeronáutica (FAI) como uno de los más importantes reconocimientos.
- 2007 y 2008: Pipistrel ya había triunfado dos veces en las competiciones “Green Flight Challenge” de la NASA con el avión Virus SW que ganó el premio de la nave del futuro.
- 2010: en la competición de EBA (European Business Awards) celebrada en Londres con 15.000 empresas postulantes, se nombró a Pipistrel como empresa más innovadora de Europa. Pipistrel fue la primera empresa eslovena en obtener este reconocimiento mundial.
- 2011 (25 septiembre al 3 octubre): la fundación CAFÉ, Comparative Aircraft Flight Efficiency, organizó con el patrocinio de la NASA y Google en la base de Moffett Field, aeropuerto del Condado de Sonoma, (California) una competición internacional de vuelo eficiente, denominada Green Flight Challenge. La NASA anunció el lunes 3 de octubre los ganadores de esta competición, que ha sido creada para inspirar el desarrollo de aeronaves más eficientes en la industria de la aeronáutica ecológica. Por tercera vez consecutiva Pipistrel, que había construido para esta ocasión la nave Taurus G4, obtuvo el premio.

Las condiciones para participar en la competición incluían volar durante no más de dos horas un mínimo de 400 millas sin gastar más de 1 galón de combustible por pasajero. Se trata de una carrera entre aeronaves experimentales que se centra en la reducción del consumo de energía al mínimo. Taurus G4 fue el vehículo aéreo con el coste más reducido por pasajero. Pipistrel logró cumplir los requisitos con solo medio galón de gasolina, lo que significa un promedio de cerca de 400 millas por pasajero por galón a una velocidad de 100 millas por hora. La nave es la unión de dos planeadores por una sección central de ala, en medio de la cual se puso un motor eléctrico de 145 kilovatios de baterías de polímero de litio. Cada cabina tiene capacidad para dos personas, lo que le capacita para transportar a cuatro personas. Peso máximo al despegue: 450 kg.
La NASA felicita a Pipistrel USA por demostrar la eficacia de la energía eléctrica, que incidirá en la aviación. Pipistrel subía a la cima obteniendo este año el primer premio otorgado por la NASA.
- 2011: el presidente esloveno, Danilo Türk, concedió la condecoración de "la Orden de Oro" a la empresa Pipistrel en reconocimiento a su desarrollo de aeronaves, que se centra en reducir el consumo de energía al mínimo y con la cual Eslovenia se sitúa en primera línea de esta tecnología.